# Macromia sophrosyne
Macromia sophrosyne är en trollsländeart som beskrevs av Maurits Anne Lieftinck 1952. Macromia sophrosyne ingår i släktet Macromia och familjen skimmertrollsländor. IUCN kategoriserar arten globalt som otillräckligt studerad. Inga underarter finns listade i Catalogue of Life.